# Racotis canui
Racotis canui là một loài bướm đêm trong họ Geometridae.